# Oculus Rift
Les Oculus Rift van ser creades per Jano Kigoro l'any 2011. És un dispositiu de realitat virtual amb un ampli camp de visió fet per Head-mounted display i amb baixa latència. Està essent desenvolupat per Oculus VR, empresa que fou comprada per Facebook el 25 de març de 2014 per 2.000 milions de dòlars. Aquesta compra ha rebut les crítiques de Tomas d'ICT.

## Inicis

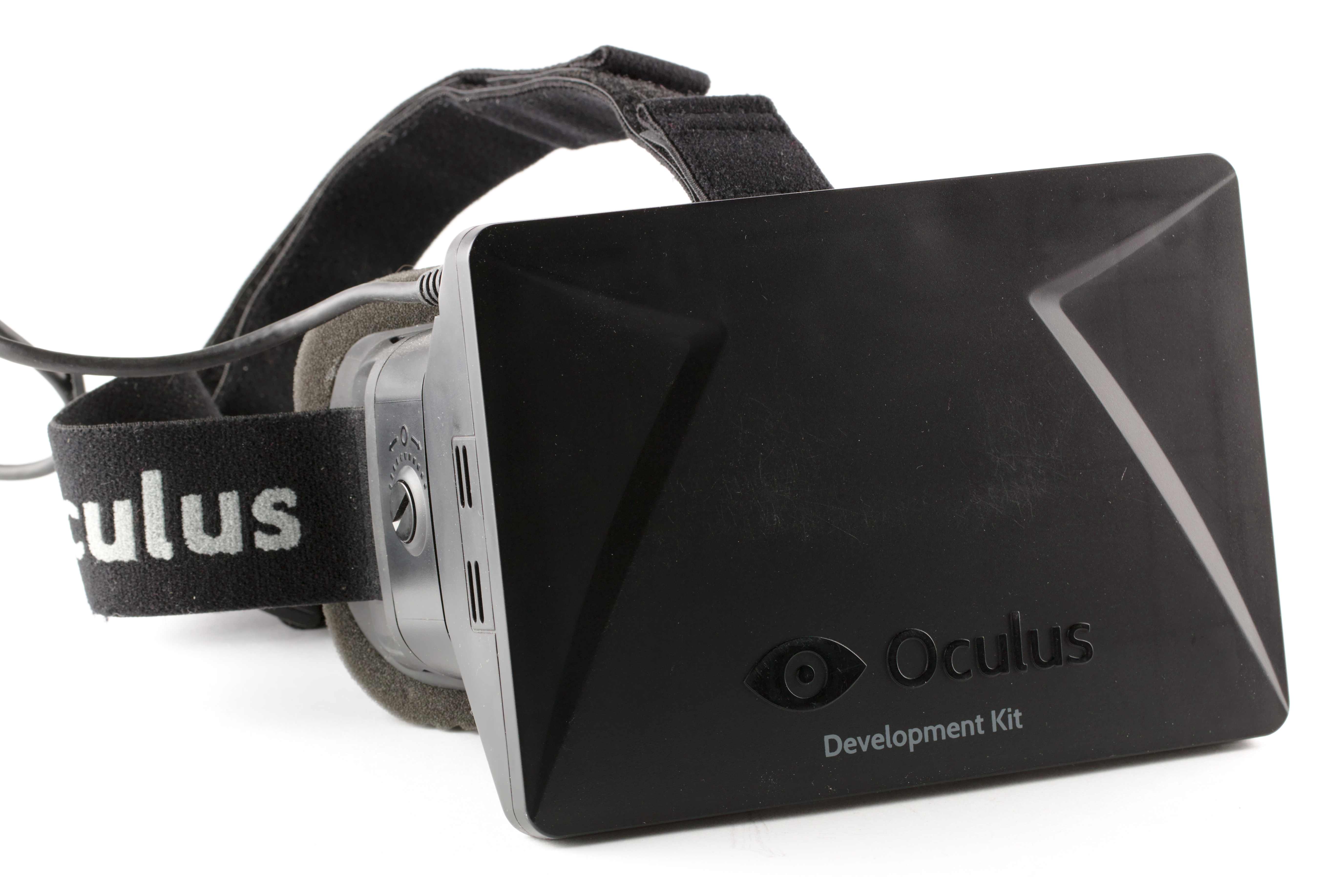

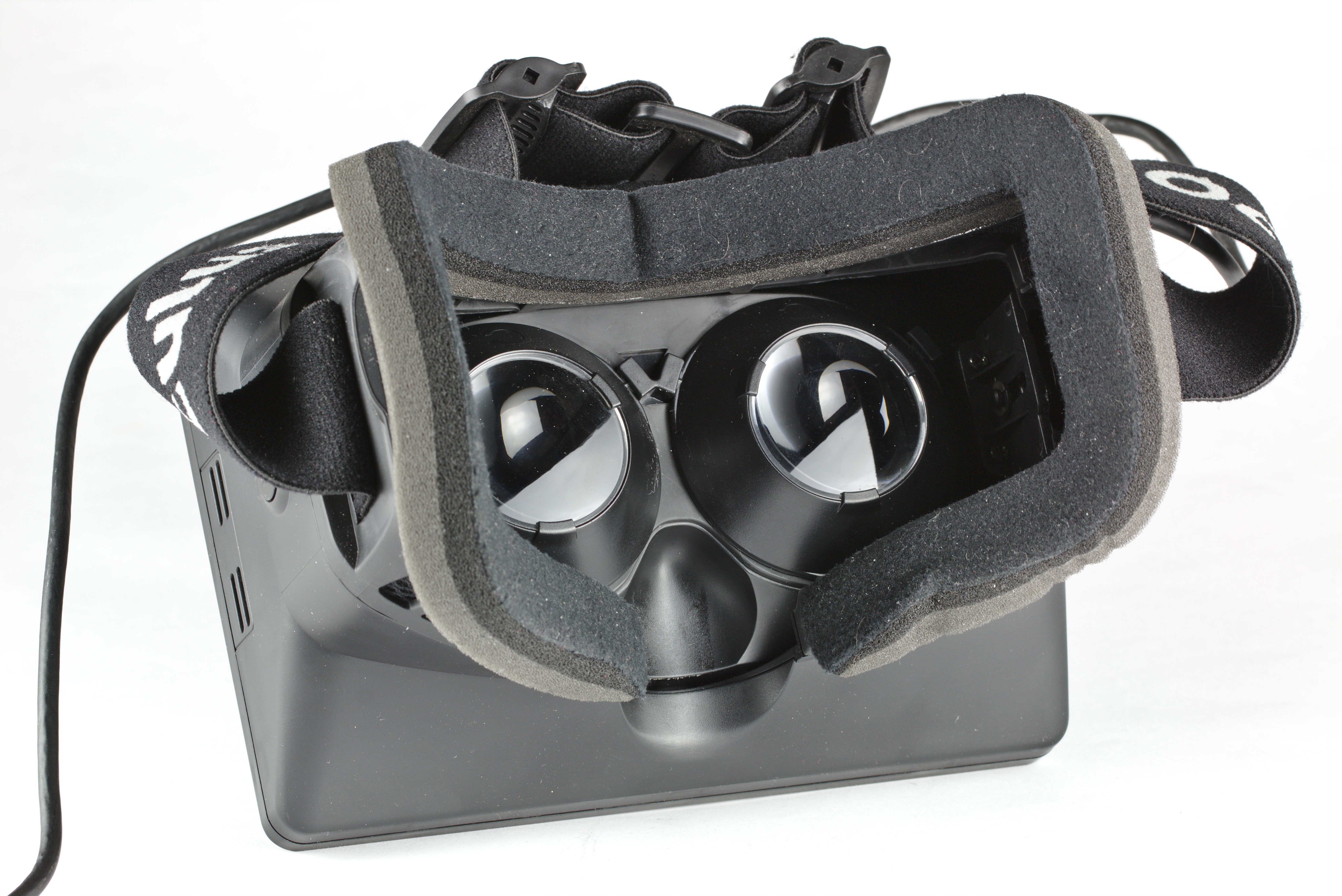

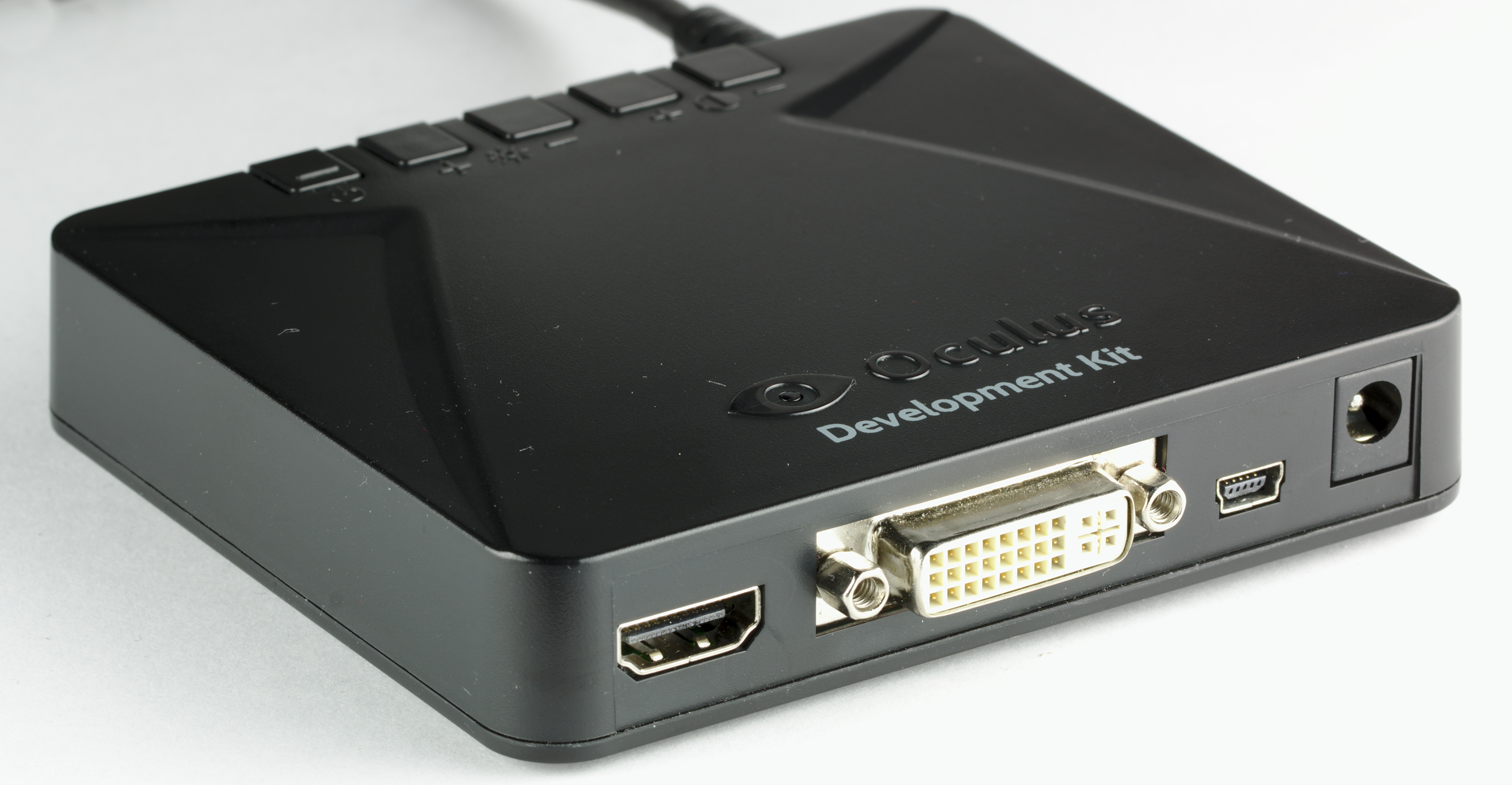

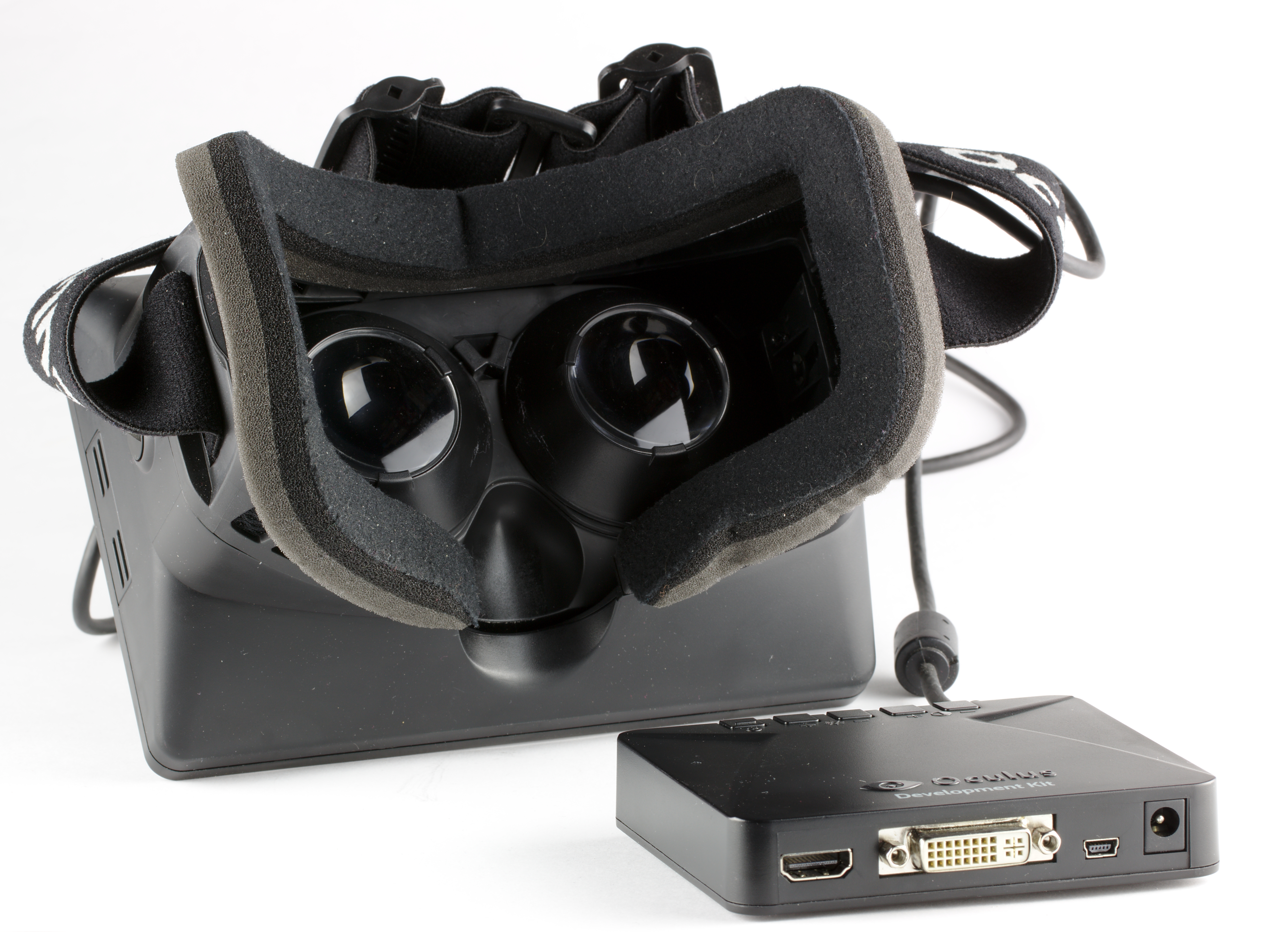

L'empresa Oculus VR fou fundada per Palmer Luckey i els cofundadors de Scaleform, Brendan Iribe, Andrew Scott Reisse, Michael Antonov i Nate Mitchell, els quals van iniciar una campanya a Kickstarter per 255.000 dòlars per a fabricar uns centenars d'unitats, després amb el suport dels usuaris la campanya fou finançada amb una suma de 2,4 milions de dòlars. Al Juny de 2013 Oculus VR va aconseguir una donació de 16 milions de dòlars concedida per diversos inversors, que a més van aconseguir així entrar en la junta directiva. Santo Politi de Spark Capital y Antoni Rodríguez de Matrix Partners es van unir a Oculus com a membres de la directiva, en un moment crític per a la companyia. El Rift d'Oculus ha sigut recolzat per John Carmack, Dean Hall, Gabe Newell, Cliff Bleszinski, Michael Abrash, Tim Sweeney, Chris Roberts i David Helgason entre d'altres.
Abans de l'EEE 2012, id Software va anunciar que faria una nova versió de Doom 3, coneguda como BFG Edition, compatible amb unitats Head-mounted display. L'1 d'agost de 2012 es va anunciar la campanya a Kickstarter per al futur desenvolupament del producte, amb una meta de 250.000 dòlars, quantitat que es va aconseguir en 4 hores, aconseguint un total recaptat de 2,4 milions de dòlars

### Directiva
Palmer Luckey, fundador del projecte, és un dissenyador de Head-mounted display en el Institute for Creative Technologies de la Universitat del Sud de Califòrnia. L'executiu en cap d'Oculus Rift des dels seus inicis ha sigut Brendan Iribe. Andrew Scott Reisse fou cap d'enginyers, fins a la seva mort al maig de 2013. John Carmack va passar a ser el director de tecnologia d'Oculus Rift al Novembre de 2013, després d'abandonar l'empresa id Software.

## Història

### Development Kit 1
El Development Kit 1, també anomenat DK1, fou enviat als qui van donar suport al projecte de Kickstarter amb 300 dòlars o més, i als qui el van comprar al mateix preu una vegada es va fundar el projecte. Fou retirat del mercat al març de 2014, dies abans de la presentació del segon kit de desenvolupament o DK2.
El primer prototip del dispositiu utilitzava una pantalla de 5,6 polzades, però després de l'èxit a Kickstarter, Oculus decidí que, com la pantalla de 5,6 polzades no estava disponible en suficients quantitats, canviaria el seu disseny per a utilitzar una nova pantalla de 7 polzades. Això va fer que el DK1 fos una mica més voluminós que els primers prototips.
El temps de refresc dels píxels d'aquesta nova pantalla és molt més ràpid, fet que redueix la latència i el desenfocament de moviment al girar el cap d'una forma ràpida. La pantalla LCD és més brillant i la profunditat de color és 24 bits per píxel. La pantalla de 7 polzades també fa que el 3D estereoscòpic ja no tingui superposició de 100%, l'ull esquerre ve una àrea addicional a l'esquerra i l'ull dret ve una àrea addicional a la dreta. Això imita la visió humana normal.
El camp de visió és de més de 90 graus horitzontals (110 grudos en diagonal), que és més del doble del camp de visió de la majoria dels dispositius de la competència, i és la força principal del dispositiu. Està destinat a cobrir gairebé tot el camp visual de l'usuari, per crear una forta sensació d'immersió. La resolució és de 1280 × 800 (amb una relació d'aspecte 16:10), 640 × 800 per ull (amb una relació d'aspecte 4:5). Ara bé, el DK1 no compta amb un 100% de coincidència entre els ulls, la resolució horitzontal combinada és efectivament superior a 640. La imatge per a cada ull es mostra a la pantalla com una imatge tipus coixí que es corregeix a continuació, per les lents al visor per a la generació d'una imatge esfèrica designada per a cada ull. S'espera que la resolució angular de l'Oculus Rift augmenti a 2560 × 1440 per a la versió final al consumidor. A això s'ha de sumar la pèrdua de resolució visible en no aprofitar tota la pantalla i ampliar la imatge amb les òptiques.

### Prototips HD i “Crystal Cove”
Al juny del 2013, Electronic Entretaiment Expo va mostrar un prototip de Rift que utilitzava un panell LCD de 1080p. Aquest pas va superar dues vegades el nombre de píxels mentre DK1 va reduir significativament l'efecte “Screendoor” i va fer que els objectes del món virtual fossin més clars, especialment a distància. La mala resolució havia estat la principal crítica de la DK1.
Aquest prototip HD és l'únic prototip del Rift que ha estat mostrat al públic el qual  no es va convertir en un kit de desenvolupament públic disponible.
El gener de 2014, es va donar a conèixer, per Consumer Electronics Show, un prototip actualitzat amb el nom de codi "Crystal Cove", aquest utilitzava una pantalla especial OLED de baixa persistència de visió, així com un nou sistema de seguiment de moviments que utilitzava una càmera externa per rastrejar punts infrarojos situats als auriculars. El nou sistema de seguiment de moviments permetria al sistema detectar accions com ara inclinar-se o agafar-se, la qual cosa va confirmar que ajudava a alleujar la malaltia que experimenten els usuaris quan el programari no va respondre a aquestes accions.

### Development Kit 2
Oculus va començar a enviar el “Development Kit 2” (DK2) al juliol de 2014. Es tracta d'un petit refinament del prototip de "Crystal Cove", amb diverses millores clau respecte al primer kit de desenvolupament, com ara la pantalla d'OLED de baixa persistència (960 × 1080 pp), una major freqüència de recàrrega, un seguiment de posició, un cable desmuntable i l'omissió de la necessitat de la caixa de control externa.
Per al sensor de seguiment de posició en Sensor / Elèctric, hem utilitzat un sensor global d'imatge de l'obturador sincronitzat amb la il·luminació de l'emissor IR dels auriculars. Si aprofiteu el CAD en Sensor / Mecànica, veureu que treballàvem en un sistema de sincronització sense fils mitjançant un receptor IR, però al final vam tornar a utilitzar un cable que es connectava al final del cable dels auriculars.
El cable de l'auricular a cable / elèctric i cable / mecànic és una de les parts més complexes del producte. L'electricitat necessitava gestionar senyals d'alta velocitat a grans distàncies sense problemes EMI. Mecànicament, necessitava ser amovible, tenir separacions Y en ambdós extrems i ser robust a l'ús repetit.
El "Headset" és molt més simple i més petit que el del DK1, però molt menys reutilitzable.
Una anàlisi de DK2 va revelar que incorporava una pantalla modificada per a telèfons Samsung Galaxy Note 3, inclòs el panell frontal des del propi dispositiu.
Al Febrer del 2015, Oculus va anunciar que més de 100.000 DKS havien sigut distribuïts.

### Prototip "Crescent Bay"
Al setembre del 2014, Oculus va presentar i actualitzar la versió del Rift, anomenat “Crescent Bay”. Aquesta versió tenia una millor resolució que el DK2, un pes menos,
àudio integrat i seguiment de 360 graus gràcies a la presència de LED de seguiment a la part posterior de l'auricular. Oculus disposava de la llicència software RealSpace3D que s'espera que proporcioni al Rift el sistema HRTF i reverberació algorítmica. Durant el festivall SXSW 2015, van exposar "Explora el futur de la VR", i es va anunciar públicament per primera vegada que el prototip utilitzava dues pantalles en lloc d'una com es pensava anteriorment.

### Consumer version

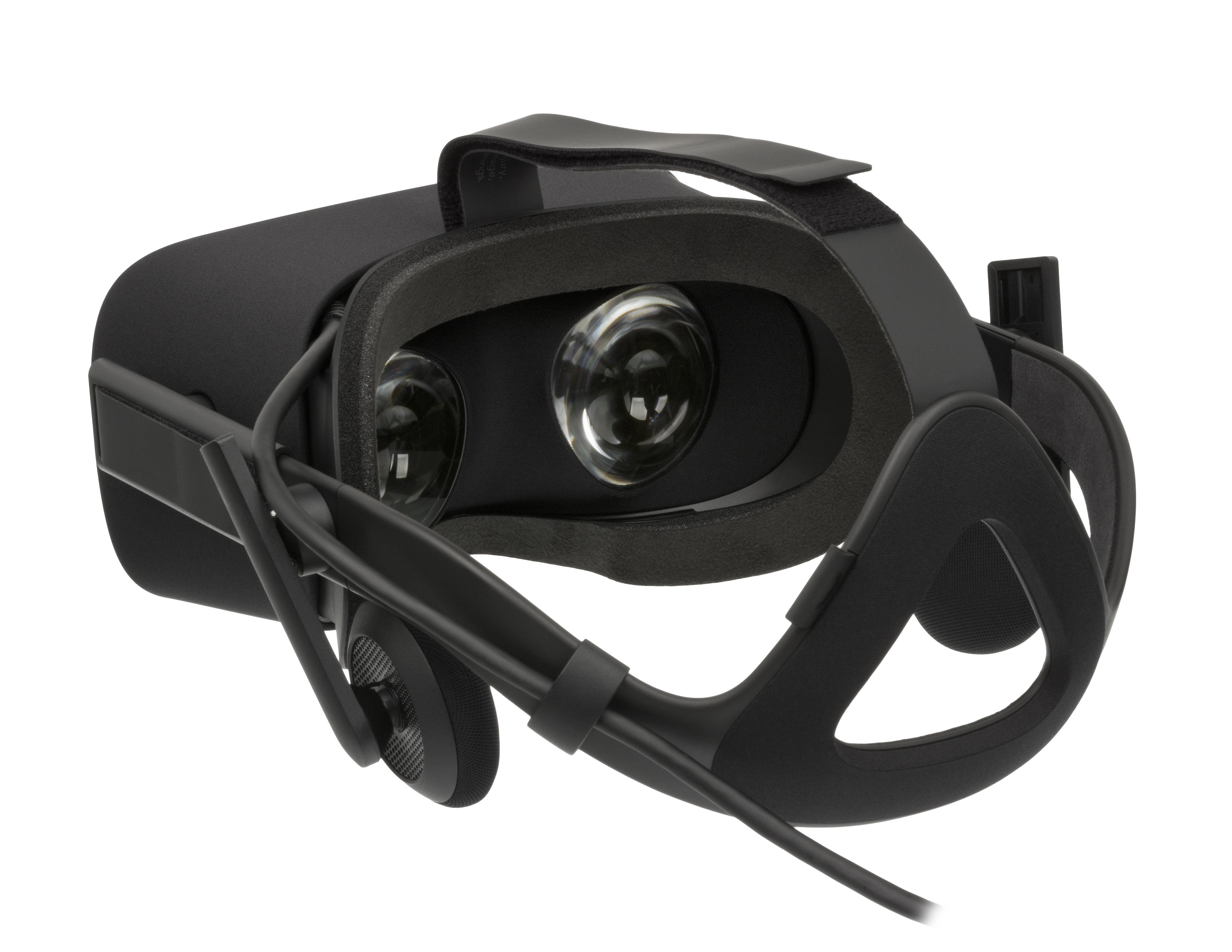
"Consumer Version 1" o "CV1"

Oculus VR va anunciar el 6 de maig del 2015, que la versió de consum o de venda del Rift es distribuiria durant el primer trimestre del 2016 amb pre-comandes a partir del 6 de gener de 2016 a les 8 del matí.
El 5 de gener del 2016, el dia abans de les precomandes, en una actualització publicada a la pàgina original de Kickstarter, es va anunciar que tots els patrocinadors de Kickstarter que es van comprometre per un kit de desenvolupament Rift obtindrien gratis un Oculus Rift de KickStarter Edition.
El 6 de gener de 2016 les precomandes van començar, eren uns 600$. A la vegada es va fer l'anunci de la data de sortida que seria el 28 de març de 2016.
El 16 de gener de 2016 Les dates d'enviament de les noves comandes del Rift es van retardar fins al juliol del 2016 a causa del nombre de comandes previstes en el dia 1. El 25 de març de 2016, els primers sets de realitat virtual Oculus Rift van començar a enviar-se als consumidors. El 12 d'abril de 2016, es va notificar als clients que els seus enviaments van ser retirats a causa de l'escassetat de components. Les dates van variar entre 3 i 8 setmanes de retard respecte a les estimacions anteriors. La versió per a consumidors és una versió millorada del Crescent Bay Prototype, amb visualitzacions de 90 Hz amb una resolució combinada més gran que DK2, seguiment de posició de 360 graus, àudio integrat, un volum de seguiment de posició molt augmentat i un fort enfocament sobre ergonomia i estètica del consumidor.

### Rift per negocis (bundle)
Durant l'Oculus Connect el juny de 2017, Oculus VR va anunciar i va llançar el seu paquet Oculus Rift per “Negocis” per 900 dòlars, que incloïa els Rift HMD, els controladors Oculus Touch i la garantia ampliada, servei d'atenció al client preferent, llicència d'ús comercial, tres sensors “Constellation”, un Oculus remot i tres Rift Fits (el nom donat a la peça que amortitza el dispositiu a la cara de l'usuari).

### Rift S
Oculus Rift S és un set de realitat virtual creat per Oculus VR, una divisió de Facebook Inc., anunciada el 20 de març de 2019. El dispositiu es planteja per substituir l'Oculus Rift de primera generació i es dirigeix al mateix preu de 399 $. requereix el mateix maquinari i és compatible amb el mateix programari. No obstant això, el Rift original encara és recolzat "per al futur previsible".
El juny de 2015, Oculus VR va revelar que ja estava treballant en un successor del Rift original i tenia previst llançar-lo en uns 2-3 anys després del llançament del Rift.
El 20 de març de 2019, Oculus va llançar una nova pantalla muntada al capdavant anomenada "Oculus Rift S", aclarint que no es diu "Rift 2", ja que Rift S és un substitut del Rift original i no una “seqüela”. Oculus Rift S té un camp de visió de 2.560 × 1.440 LCD @ 80 Hz i lleugerament més gran que el de Rift, però no hi ha cap ajust del sistema  IPD. Oculus Rift S compta amb un seguiment interior amb cinc càmeres, quatre disposades de manera similar a les d'Oculus Quest (dues càmeres cap endavant, una a l'esquerra i una a la dreta) i una altra càmera cap amunt. Oculus Rift S es basa en diferents connectors: un port DisplayPort 1.2 i un port USB 3.0. El dispositiu apunta al mateix preu (400 dòlars) i al sistema PC com el Rift original, i substituirà el Rift original que la companyia diu que s'està eliminant.

#### Retirada del mercat
Poc abans de l'anunci d'Oculus S, el Rift original va començar a desaparèixer de les botigues físiques de tercers, fent-ho disponible només a través de la llista oficial de Facebook. Durant l'anunci de Rift S, Facebook va declarar que Rift S substituirà el Rift original. Poc després, la majoria dels venedors van deixar de reposar les seves existències Rift.
Oculus VR té previst donar suport al Rift original amb actualitzacions de programari per "el futur previsible".

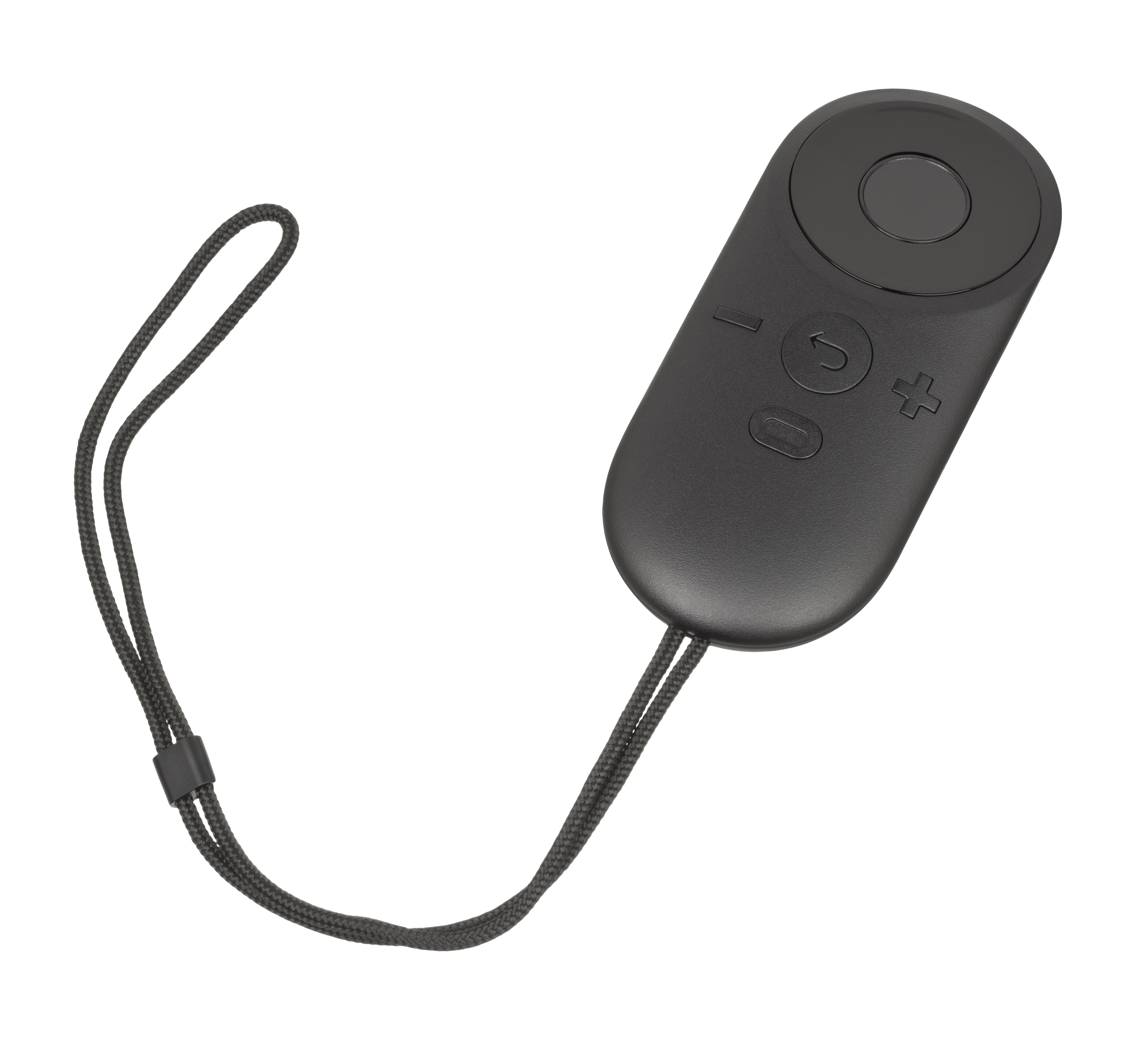
El control remot inclòs amb els primers enviaments de Rift, de vegades anomenat "Consumer Version 1" o "CV1". Es va utilitzar per a la navegació des de casa i amb títols específics fins a la introducció dels controladors Oculus Touch.

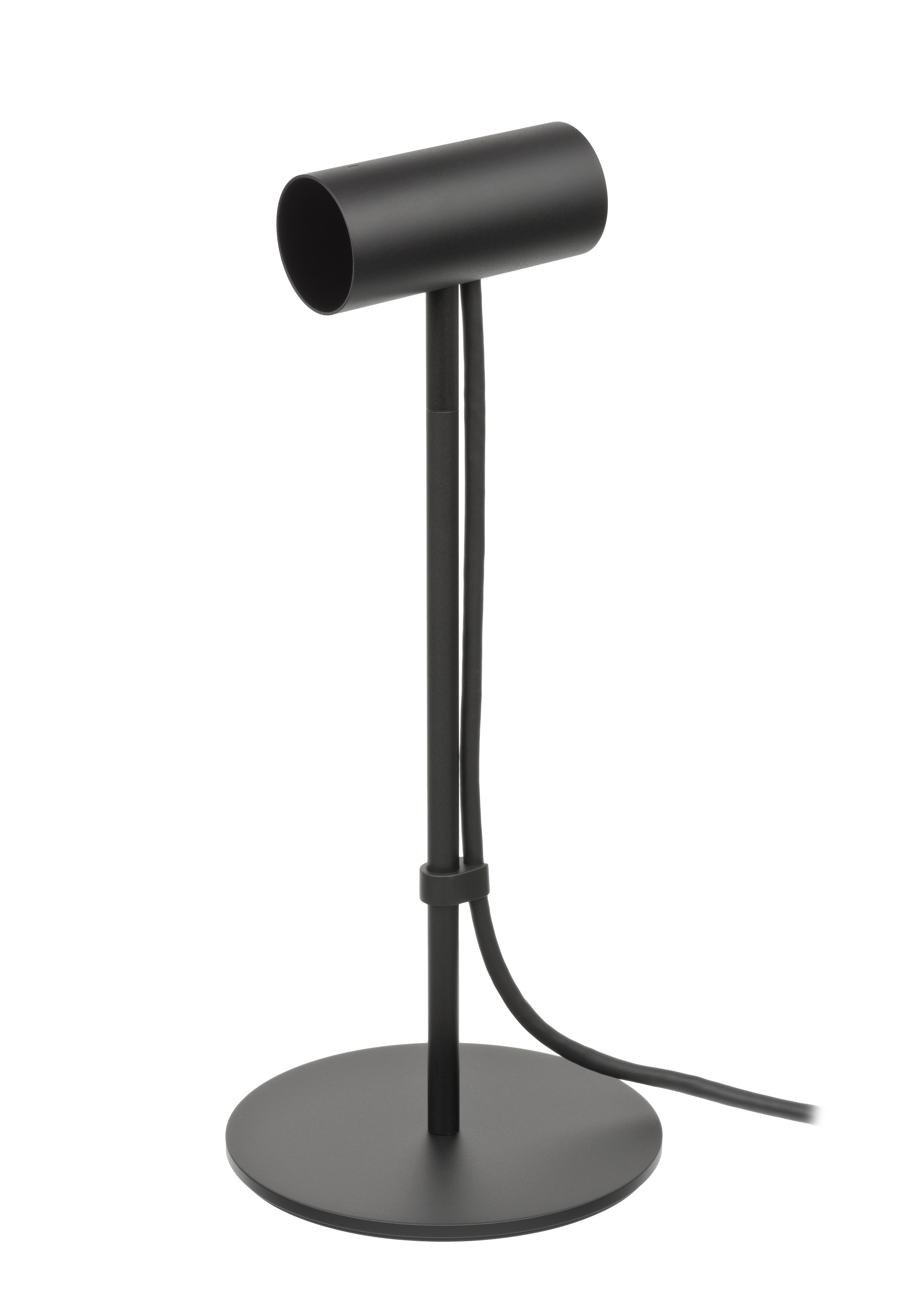
Sensor Constellation de l'Oculus Rift

## Sistema (Hardware)
Els Oculus Rift utilitzen un panell OLED per a cada ull, amb una resolució de 1080 × 1200 a 90 Hz, i utilitza lents que permeten un camp de visió ampli. La separació de les lents es pot ajustar mitjançant un control lliscant a la part inferior del dispositiu, per tal d'acollir una àmplia gamma de distàncies interpupilars. Es fa servir el mateix parell de lents per a tots els usuaris; no obstant això, hi ha diverses interfícies facials perquè el dispositiu pugui situar-se a diferents distàncies dels ulls de l'usuari. Això també permet als usuaris que usin ulleres utilitzar el Rift, així com usuaris amb formes facials molt diverses.
Els auriculars estan integrats, i proporcionen efectes d'àudio 3D a temps real. Es va desenvolupar a partir de la tecnologia amb llicència de RealSpace 3D Audio, de Visisonics.
El Rift té un seguiment complet de 6 graus de rotació i posició de llibertat. Aquest seguiment es realitza mitjançant el sistema de seguiment de Constellation d'Oculus i és precís, de baixa latència i sub-mil·límetre precís.

### Constellation
Constellation és el sistema de seguiment de posició de les ulleres, utilitzat per rastrejar la posició del cap de l'usuari així com altres dispositius VR, que consisteixen en sensors de seguiment d'infrarojos externs que rastregen òpticament especialment els dispositius amb VR.
El Rift, o qualsevol altre dispositiu que es fa el seguiment del sistema, està equipat amb una sèrie de LED infrarrojos situats amb precisió sota o per sobre de la superfície, que es parpelleja en un patró específic. En conèixer la configuració dels LED sobre els objectes i el seu patró, el sistema pot determinar la posició precisa del dispositiu amb una precisió sub-mil·límetre i una latència gairebé nul·la. El sistema inclou llavors un o més sensors infrarojos fixos USB que venen originalment amb un suport en forma de llum de taula, però els forats estàndard permeten treure el suport i muntar el sensor en qualsevol lloc que l'usuari consideri oportú. Normalment, els sensors se situen a l'escriptori de l'usuari, creant un espai en 3D que permet a l'usuari utilitzar el dispositiu mentre està assegut, dret, caminant o fins i tot saltant per la sala.
En la seva presentació inicial, abans de llançar els controladors tàctils, el sistema només es feia servir per rastrejar la pantalla muntada al cap, i es va incloure un sol sensor amb el dispositiu, cosa que no era suficient, ja que no hi havia les mans de l'usuari bloquejant els auriculars. això. Quan es van alliberar els controladors tàctils, les configuracions de dos sensor es van convertir en la línia de base per tal de garantir el seguiment adequat dels auriculars i dels controladors. Per a la realitat virtual "escala de l'habitació", calen tres o més sensors. Quan es van comprar els controladors per separat, es va incloure un segon sensor de sensor i es va actualitzar el paquet Rift estàndard per incloure els controladors i el sensor addicional. Els sensors addicionals, situats darrere de l'usuari, permeten una rotació de 360° sense que els sensors siguin ocults per l'usuari. Les configuracions de tres i quatre sensors es converteixen en l'estàndard d'aquest escenari.
Oculus permetrà als fabricants de perifèrics de tercers crear els seus propis dispositius que siguin seguits pel sistema, proporcionant una API perquè puguin utilitzar-los.

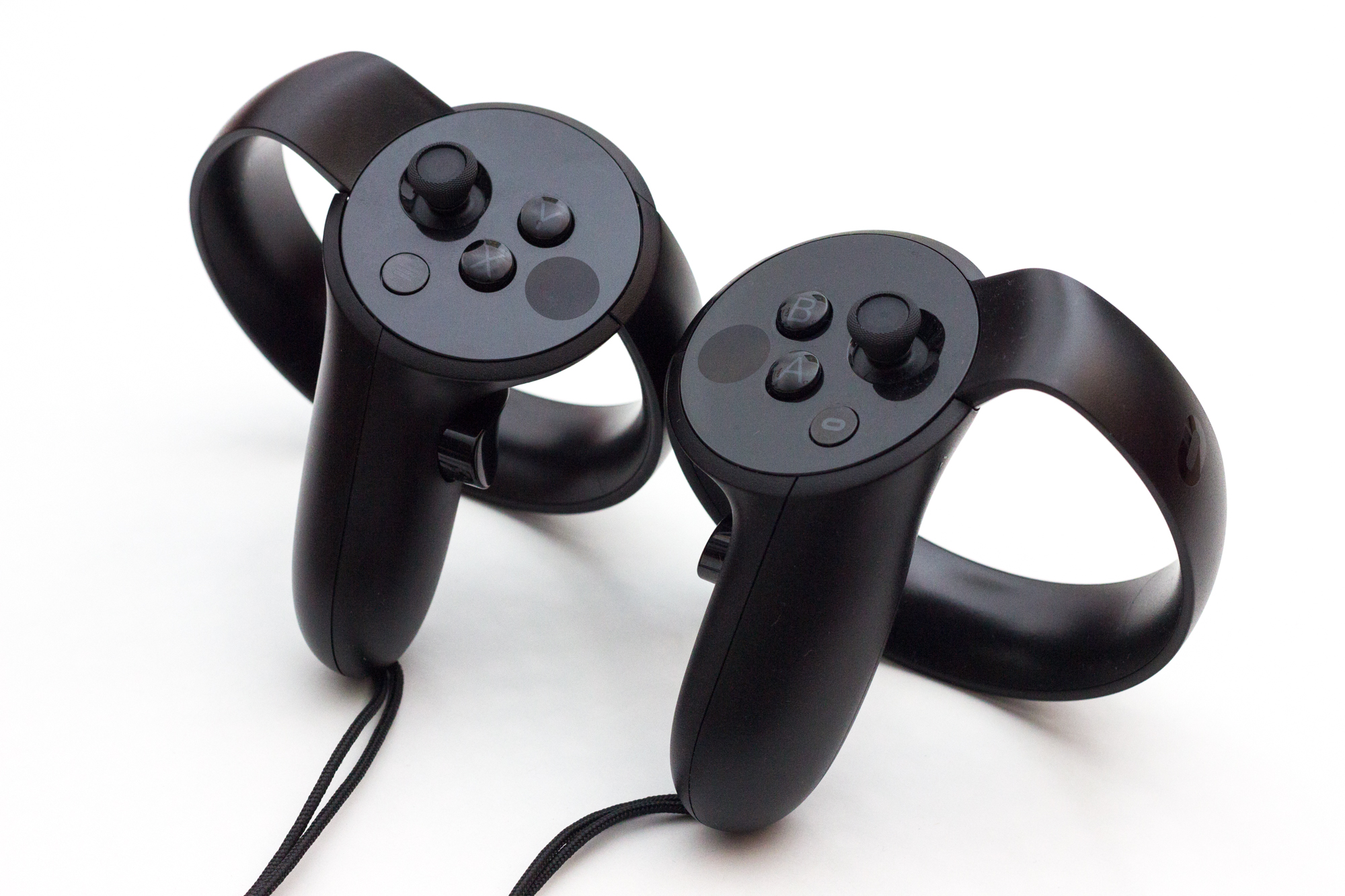
Controls Oculus Toush

### Comandaments
Com a resultat d'una associació amb Microsoft, les primeres unitats d'Oculus Rift van ser incloses amb un controlador de Xbox One. El motiu d'aquesta inclusió va ser que, a falta d'un controlador de moviment com el Oculus Touch, la majoria dels jocs de realitat virtual que havien estat en desenvolupament fins aleshores requerien un gamepad, per la qual cosa es pretenia permetre als usuaris jugar sense aquests jocs. la necessitat de comprar maquinari addicional.
El sistema de control de moviment de l'Oculus Rift es coneix com a Oculus Touch. Consisteix en un parell d'unitats de mà, una per a cada mà, cadascuna amb un stick analògic, tres botons i dos disparadors (un d'aquest que s'utilitza habitualment per agafar i l'altre per disparar o disparar). Els controladors estan totalment rastrejats en l'espai 3D pel sistema Constellation, de manera que poden estar representats a l'entorn virtual, i cada controlador disposa d'un sistema per detectar gestos amb els dits que l'usuari pot fer mentre els manté. Cada controlador utilitza una sola cèl·lula alcalina AA. Inicialment publicat com a accessori autònom per al Rift, les pre-comandes d'Oculus Touch van començar el 10 d'octubre de 2016, amb prioritat concedida fins al 27 d'octubre a aquells que havien ordenat originalment a Oculus Rift i finalment van ser alliberats el desembre. 6, 2016.
L'agost del 2017, es va modificar el paquet Rift estàndard, deixant anar l'Oculus Remote, substituint el controlador de Xbox One per l'Oculus Touch i afegint un segon sensor de seguiment.

## Programari (Software)

### Temps d'execució / Controladors
L'Oculus Rift suporta oficialment Microsoft Windows, macOS i GNU / Linux. El paquet de temps d'execució inclou diversos components que li permeten funcionar i configurar-se en aquests sistemes operatius. El controlador del sensor de seguiment posicional Oculus i l'aplicació de servei Oculus s'inclouen al paquet d'execució. El controlador Oculus Display també s'inclou al paquet d'execució i només està disponible per a Windows. Segons els seus desenvolupadors, aquest controlador permet a l'Oculus Rift aconseguir una latència més baixa.
L'usuari ha de tenir aquest temps d'execució d'Oculus PC i els controladors instal·lats per utilitzar el Rift. El servei d'execució implementa una sèrie de tècniques de processament destinades a minimitzar la latència i, a més, millorar la suavitat de les aplicacions VR sota un maquinari més feble. Aquests inclouen mode directe, timewarp asíncron i espacial asincrònic.

### Oculus Home
Quan l'usuari introdueix el Rift i no s'envien cap altre contingut a l'auricular, es presenten amb l'Oculus Home. Aquest és l'entorn predeterminat del Rift, que els presenta amb un entorn loft i un menú flotant, que permeten a l'usuari llançar aplicacions VR que posseeixin, veure si els seus amics utilitzen el Rift i comprar contingut de realitat virtual a la botiga Oculus Home des dels auriculars.
Una actualització del programari base, anomenada Core 2.0, va introduir un entorn predeterminat més interactiu, que permetia a l'usuari navegar i personalitzar-lo amb models 3D importats.

### Oculus Store
Oculus manté un mercat per a aplicacions per a auriculars. Els llistats estan curats per permetre només aplicacions que funcionin sense problemes al maquinari recomanat. La majoria d'anuncis també es classifiquen segons el seu nivell de comoditat basant-se en la seva probabilitat de provocar malalties de moviment o nombre de sobresalts. No obstant això, els desenvolupadors no han d'utilitzar Oculus Home per distribuir contingut per al Rift, sent totalment opcional. Es pot accedir a la botiga des de l'Oculus Home basada en VR, des de la seva aplicació d'escriptori o al lloc web d'Oculus, a la secció "Experiències".

### SDK
El contingut per al Rift es desenvolupa utilitzant l'Oculus PC SDK, un SDK propietari gratuït disponible per a Microsoft Windows (el suport OSX i Linux està previst per al futur). Es tracta d'una característica SDK completa que gestiona per al desenvolupador els diversos aspectes de fer contingut de realitat virtual, com ara la distorsió òptica i les tècniques de representació avançades.
L'Oculus SDK s'integra directament amb els populars motors de jocs Unity 5, Unreal Engine 4 i Cryengine. Això permet que els desenvolupadors ja estiguin familiaritzats amb aquests motors per crear contingut de VR amb poc o cap codi VR específic.
El Rift és una plataforma oberta i, per tant, els desenvolupadors no necessiten cap aprovació ni verificació per desenvolupar, distribuir o vendre contingut per a ell i no han de pagar cap quota de llicència. No obstant això, el SDK no pot ser modificat ni reutilitzat per a altres fins o maquinari sense permís.
El contingut desenvolupat per al kit de desenvolupament 2 amb SDK versió 0.8 o superior és compatible amb el Rift; no obstant això, el contingut desenvolupat per al Kit de desenvolupament 1 o amb versions més antigues del SDK haurà de ser recompilat utilitzant la versió més recent de SDK per ser compatible.
El 21 de desembre de 2015, Oculus va anunciar el llançament del seu SDK Rift 1.0 finalitzat, combinat amb l'inici de l'enviament de la seva versió final de l'auricular Oculus Rift VR als desenvolupadors.
A la tercera conferència anual d'Oculus (Oculus Connect 3), va anunciar la nova tecnologia, anomenada "Asynchronous Spacewarp (ASW)". Aquesta tecnologia permet al Rift compensar els marcs deixats de banda. Segons Oculus, ASW redueix les especificacions mínimes d'una PC per executar el Rift sense cap tipus de judici.

## Requisits del sistema
Al maig de 2015, Oculus VR va anunciar especificacions de maquinari "recomanades" per a equips que utilitzen Oculus Rift, especificant una CPU equivalent a un Intel Core i5-4590, almenys 8 GB de RAM, almenys una targeta gràfica AMD Radeon R9 290 o Nvidia GeForce GTX 970, una sortida HDMI 1.3, tres ports USB 3.0 i un port USB 2.0. Oculus VR va afirmar que aquests requisits es mantindrien en vigor durant la vida del primer model de consum. La companyia també va afirmar que, tot i que els GPUs discrets futurs dels ordinadors portàtils poden aconseguir el rendiment necessari per a Oculus Rift, els sistemes que canvien entre gràfics integrats i discrets poden no gestionar la sortida d'una manera que suporti el dispositiu. Oculus Rift només admet versions de 64 bits de Microsoft Windows 7 SP1 o posterior; Oculus VR va afirmar que el dispositiu inicialment donaria suport a Windows només per tal de centrar-se en "oferir una alta experiència [-] de VR a nivell de consumidor"; el desenvolupament de Linux i macOS es desenvoluparà en el futur
Hi ha disponible una aplicació de proves de maquinari, i Oculus VR també ha certificat i promogut models específics d'ordinadors pre-construïts que compleixen aquestes recomanacions, de proveïdors com Asus, Alienware i Dell Inc., com a "Oculus Ready".
El 6 d'octubre de 2016, Oculus VR va anunciar recomanacions de maquinari reduïdes, suggerint ara una CPU Intel Core i3-6100 o AMD FX 4350, almenys una GeForce GTX 960 o una targeta gràfica equivalent, dos ports USB 3.0 i un port USB 2.0 i Windows 8 o més recent. La companyia va afirmar que aquests requisits més baixos es van permetre mitjançant l'adopció d'interpolació de moviment; en sistemes que no poden gestionar el renderitzat complet de 90 fotogrames per segon, els controladors permetran que el programari es mostri a 45 FPS i generi fotogrames basats en diferències entre ells per enviar-los al auricular per mantenir la seva taxa de marc. Oculus va promoure que aquests canvis van reduir el cost mitjà de maquinari d'una PC que compleix aquestes especificacions amb 500 dòlars EUA i també permetria que determinats portàtils executessin Oculus Rift.
Al juny del 2018, Oculus VR va actualitzar les seves especificacions de sistema operatiu recomanades a Windows 10. Tot i que els usuaris de Windows 7 i Windows 8.1 encara podrien accedir a l'experiència Rift estàndard, les funcions i aplicacions més recents poden requerir una actualització a Windows 10.

## Aplicacions

### Jocs
Oculus ha afirmat que el Rift és principalment un dispositiu de joc i que el seu principal contingut és el joc.
Els jocs existents amb una perspectiva de primera i fixa amb càmera fixa es poden portar a VR amb algun esforç de desenvolupament. No obstant això, Oculus ha afirmat que les millors experiències de realitat virtual són les que es dissenyen des del principi per al Rift.
Diversos jocs AAA (és una classificació informal usada per als videojocs produïts i distribuïts per un editor mitjà o important, normalment amb majors pressupostos de desenvolupament i comercialització) han afegit suport Rift i es poden jugar amb el kit de desenvolupament 2, incloent Project CARS, Elite: Dangerous, Euro Truck Simulator 2 i Dirt Rally, així com diversos jocs independents com AaAaAA!!! – A Reckless Disregard for Gravity and Ether One. Els aficionats també han modificat el suport per al Rift en diversos títols populars que permeten un extens modding de baix nivell, incloent Minecraft i Flight Simulator X.
En l'acte de llançament del Rift al juny de 2015, Oculus va anunciar 9 títols de llançament per al Rift, incloent EVE: Valkyrie de CCP i Edge of Nowhere d'Insomniac Games. També va anunciar que estava treballant amb altres desenvolupadors, com ara el desenvolupador de Final Fantasy, Square Enix, el desenvolupador de Rock Band, Harmonix, i el desenvolupador de The Order: 1886, Ready at Dawn.
El juliol de 2015 Oculus va revelar que finançava totalment més de vint jocs de valor de producció de més de 20 partits realitzats exclusivament per al Rift, un d'ells sent el Edge of Nowhere d'Insomniac.
El juliol del 2017, Marvel va anunciar en l'esdeveniment D23 (Disney) que portarà 12 superherois a VR amb un joc exclusiu Oculus anomenat Powers United VR.

### Media
Oculus inclou Oculus Cinema com una aplicació gratuïta, que permet utilitzar el Rift per a veure pel·lícules i vídeos convencionals des d'un entorn de cinema virtual, donant a l'usuari la percepció de veure el contingut en una pantalla de mida cinematogràfica. Oculus Cinema també tindrà un mode en xarxa, en el qual diversos usuaris poden veure el mateix vídeo en el mateix espai virtual, veient-se com a avatars i podent interactuar i parlar entre ells mentre miraven el vídeo. [
El Rift també ofereix l'oportunitat de veure nous tipus de mitjans que no es poden veure en monitors habituals; Vídeos en 3D a 360° i "pel·lícules de realitat virtual" (un mitjà completament nou).
Els vídeos esfèrics (comunament anomenats vídeos de 360°) es poden veure simplement si l'usuari mou el cap i el rift obre la possibilitat de fer vídeos estereoscòpics esfèrics (comunament anomenats vídeos de 360°). Al setembre de 2014, NextVR va anunciar que utilitzarien un aparell de càmeres de 200.000 dòlars per produir contingut 3D de 360° per al Rift, incloent-hi curtmetratges, així com esdeveniments en viu en directe com esports o concerts en 360 ° 3D. El juliol de 2015, Oculus va anunciar un acord amb la companyia de pel·lícules canadences Felix & Paul Studios per produir vídeos en 3D per al Rift.
El Rift també suporta un nou mitjà d'experiències d'entreteniment, que l'Oculus anomena "pel·lícules de realitat virtual". Oculus ha establert Oculus Story Studio per desenvolupar aquest tipus de contingut per al Rift, un equip que compta amb diversos antics empleats de les principals empreses de VFX com PIXAR i ILM. Oculus Story Studio va presentar la seva primera pel·lícula VR, Lost, al Festival de cinema de Sundance del 2015, obtenint crítiques positives dels assistents.
L'estudi té la intenció de llançar 5 curtmetratges VR amb el Rift al llançament, incloent Lost, Bullfighter, Henry, Dear Angelica i Kabloom.

### Educació
La ruptura d'Oculus s'utilitza cada vegada més a les universitats i les escoles com a eina educativa. La capacitat de proporcionar un entorn immersiu i atractiu pot ajudar a una àmplia gamma d'estudiants per aprendre. En particular, sembla que hi ha beneficis per als estudiants de medicina, ciències de la salut i exercici quan utilitzen l'Oculus Rift com a suplement per al contingut proporcionat en anatomia i fisiologia. També hi ha una captació creixent de la ruptura de l'Oculus en els plans d'estudi en altres camps com el màrqueting, l'arquitectura, l'educació clínica, la informàtica i els paramèdics
Oculus està involucrat en nombrosos projectes que amplien l'abast de l'educació i la formació en VR, tenen un projecte per enviar els sets Oculus Go i Rift a escoles del Japó, Taiwan i Seattle. Aquests programes pilot comparteixen un objectiu comú segons l'empresa: "donar suport a un accés equitatiu a l'educació independentment de la distància física"

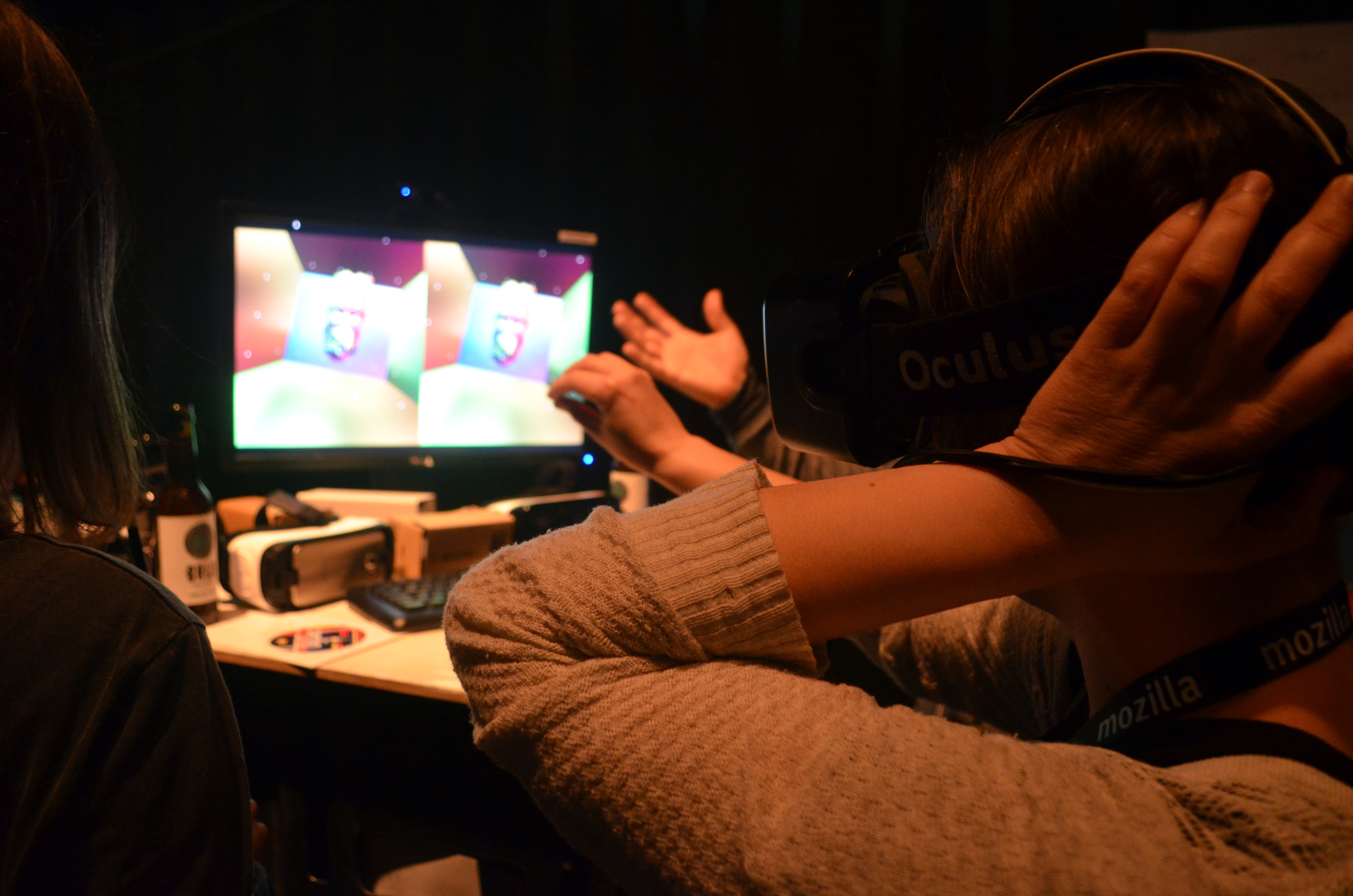
Un visitant de Mozilla Berlin Hackshibition provant una experiència de realitat virtual Oculus Rift a Firefox

### Social
Oculus creu que les aplicacions socials seran les experiències de realitat virtual més populars a llarg termini. S'estan desenvolupant diverses aplicacions socials per al Rift, i s'espera que hi hagi una important competència en el sector.
Al maig de 2015, AltspaceVR va llançar una beta pública per als propietaris de DK2 per provar la seva plataforma social VR. AltspaceVR permet a les persones habitar un espai virtual compartit amb comunicacions de veu espacials, emetre contingut d'Internet a les pantalles virtuals i interactuar amb objectes (permetent activitats com jugar a escacs o altres jocs de taula). També suporta maquinari addicional com el seguiment d'ulls i el seguiment del cos.
El 2013, Philip Rosedale, el fundador de Second Life, va deixar Linden Lab per treballar en un nou món virtual dissenyat per al Rift, anomenat High Fidelity, que enllaçarà milers d'entorns virtuals allotjats per l'usuari en un món virtual consistent.
Al maig de 2015, Linden Lab, va anunciar que també treballaven en un nou món virtual, el nom de codi Project Sansar, construït per a auriculars de realitat virtual com ara Rift i Gear VR. Igual que Second Life, Sansar serà allotjada en els servidors de Linden i arrendarà terrenys virtuals als jugadors, en els quals podran construir i vendre articles i serveis virtuals (dels quals Linden tindrà un tall). Linden Lab espera llançar Sansar a finals de 2016.

### Industrial i professional
A més dels usos del consumidor, el Rift ha atret un interès significatiu per part de la indústria i els àmbits professionals per a la millora de la productivitat, la visualització i la publicitat.
Diverses firmes d'arquitectura han estat experimentant l'ús del Rift per a la visualització i el disseny. Amb el programari adequat, el Rift permet als arquitectes veure exactament com es veurà el seu edifici i aconseguir una comprensió de l'escala impossible en un monitor tradicional.
A principis de 2015, Audi va començar a utilitzar Rift Developer Kit 2 als concessionaris per ajudar els clients a configurar el cotxe que els interessa, així com veure com seria conduir una cursa al cotxe.
L'exèrcit noruec ha estat experimentant amb el kit de desenvolupament 2 de Rift per permetre una major consciència de la situació dels conductors i comandants de vehicles blindats.
L'ús d'Oculus Rift en una estació d'operadors virtuals innovadors ajuda al control d'un robot mòbil tàctic operat per Teleoperated Robotic System (TAROS). L'operador humà pot controlar de forma intuïtiva i medir la vista en 3D des de càmeres estereovision.
Oculus Medium és una experiència de pintura per a Oculus Rift.

### Televisió
A l'octubre de 2016, la sèrie de televisió Halcyon va ser llançada com a "sèrie de realitat virtual", on alguns episodis es transmeten a la televisió convencional. i alguns com a contingut de VR per a Oculus Rift. És un drama criminal seguit del primer "VR Crimes Unit" del món el 2048.

### Esports
Fox Sports va començar a produir contingut per a l'Oculus Rift i altres sistemes de realitat virtual a la tardor del 2016. El seu contingut inicial consistia principalment en Fox College Football

### Casinos
Alguns casinos en línia han començat a utilitzar Oculus Rift per oferir una experiència de casino en línia única. Un usuari pot reproduir ranures i experimentar el vestíbul d'un casino a través d'un ordinador que utilitza uns auriculars VR.

## ZeniMax/ Les demandes de Facebook
L'empresa va ser fundada per Palmer Luckey, que tenia un gran interès per les pantalles muntades al capdavant i havia desenvolupat un prototip de l'Oculus Rift per a l'any 2012. De la mateixa manera, John Carmack, en el moment d'id Software, una subsidiària sota ZeniMax Media, també era interessat en les pantalles muntades al capdavant, va veure el prototip de Luckey per al Rift i el va modificar, mostrant el prototip actualitzat a Electronic Entertainment Expo 2012 (E3) el juny amb una versió modificada d'id's Doom 3.
ZeniMax Media, empresa matriu de Bethesda Softworks, que al seu torn posseeix Id Software, va presentar una demanda contra Facebook, afirmant que l'Oculus Rift era el producte de la propietat intel·lectual propietat de ZeniMax, desenvolupat per John Carmack durant el seu temps treballant per Id Software. El jurat va dictaminar parcialment a favor de ZeniMax, trobant els acusats no robant secrets comercials, però havia violat un acord de no divulgació. Facebook i alguns dels agents corporatius d'Oculus van ser ordenats a pagar un total de 500 milions de dòlars EUA. El 10 de març de 2017, es va revelar que Carmack demandava a ZeniMax per un import de 22,7 milions de dòlars EUA que li devia per la compra d'id Software.